# Andrea De Felip
Andrea De Felip (* 4. Juli 1970 in Mailand) ist ein italienischer Diplomat. Er war von 2016 bis 2019 italienischer Botschafter in der Mongolei. Seitdem ist er italienischer Generalkonsul in Sydney, Australien.

## Leben
Andrea De Felip wuchs in Turin auf und studierte Politikwissenschaft an der Universität Turin mit einem Auslandssemester an der University of Wollongong und einem Postgraduiertenkurs am Mailänder ISPI-Institut (Istituto per gli studi di politica internazionale). Er schloss sein Studium im Jahr 2000 ab.
Er ist verheiratet und hat einen Sohn.

## Diplomatischer Werdegang
Andre De Felip trat nach seinem Studium in den diplomatischen Dienst ein. Im italienischen Außenministerium war er zuerst in der Generaldirektion für Asien, Ozeanien, den Pazifikraum und die Antarktis eingesetzt und ab 2001 in der Generaldirektion für multilaterale politische Beziehungen und Menschenrechte.
Seinen ersten Auslandseinsatz hatte er ab 2004 als Erster Sekretär und Konsul an der italienischen Botschaft in Israel. Ab 2008 war er Handelssekretär und stellvertretender Missionsleiter an der Botschaft in Singapur. Ab 2013 war er in Rom im Außenministerium in der Generaldirektion für Globalisierung und globale Fragen tätig.
Am 17. Juni 2016 wurde er der erste italienische Botschafter in Ulaanbaatar. Vorher waren die italienischen Botschafter in Peking für Ulaanbaatar mitakkreditiert. Von der Mongolei wechselte er nach Australien und wurde 2019 dort Generalkonsul in Sydney.

## Auszeichnungen
- 2016: Ritterkreuz des Verdienstordens der Italienischen Republik[3]